# Robby Ndefe
Robby Ndefe (Weert, 9 mei 1996) is een voormalig Angolees-Nederlands profvoetballer die als linksbuiten speelde. Hij is de jongere broer van Gigli Ndefe.

## Carrière
Robby Ndefe maakte zijn debuut in het betaald voetbal voor RKC Waalwijk in de Eerste divisie op 30 oktober 2016, in de met 0-1 gewonnen uitwedstrijd tegen Fortuna Sittard. Hij kwam in de 90+1e minuut in het veld voor Pieter Langedijk. Hij kreeg in deze wedstrijd een gele kaart, die door een administratieve fout van de KNVB op naam van zijn broer Gigli Ndefe werd gezet. Gigli Ndefe werd hierdoor geschorst, omdat dit zijn vijfde gele kaart van het seizoen zou zijn. Hij speelde twee seizoenen voor RKC, waarna zijn contract in 2018 afliep. Hij was hierna nog op proef bij zijn oude club Eendracht Aalst. In augustus 2019 sloot hij aan bij KVK Ninove. Per 1 juli 2021 gaat hij naar K. Olsa Brakel.

### Statistieken
| Seizoen                       | Club           | Land           | Competitie     | Competitie | Competitie | Beker | Beker | Totaal | Totaal |
| Seizoen                       | Club           | Land           | Competitie     | Wed.       | Dlp.       | Wed.  | Dlp.  | Wed.   | Dlp.   |
| ----------------------------- | -------------- | -------------- | -------------- | ---------- | ---------- | ----- | ----- | ------ | ------ |
| 2016/17                       | RKC Waalwijk   | Nederland      | Eerste divisie | 5          | 0          | 0     | 0     | 5      | 0      |
| 2017/18                       | RKC Waalwijk   | Nederland      | Eerste divisie | 16         | 0          | 0     | 0     | 16     | 0      |
| Carrièretotaal                | Carrièretotaal | Carrièretotaal | Carrièretotaal | 21         | 0          | 0     | 0     | 21     | 0      |
| Bijgewerkt op 28 januari 2017 |                |                |                |            |            |       |       |        |        |